# Johannes Hjelmslev
Johannes Trolle Hjelmslev, nascido Johannes Petersen (Hørning, 7 de abril de 1873 – Copenhague, 16 de fevereiro de 1950), foi um matemático dinamarquês.

## Obras
- Darstellende Geometrie, Teubner 1914
- Grundlagen der projektiven Geometrie, 1929 (dänisch)
- Die natürliche Geometrie- vier Vorträge, Hamburger Mathematische Einzelschriften 1923
- Geometrische Experimente, Teubner 1915
- Beiträge zur Lebensbeschreibung von Georg Mohr, Det Kongelige Danske Videnskabernes Selskab, Math.-Fys. Meddelelser, Bd.11, 1931, Nr.4
- Eudoxus's Axiom und Archimedes's Lemma, Centaurus, Band 1, 1950, p. 2-11